# Parascílids
Els parascílids (Parascylliidae) és una família d'elasmobranquis selacimorfs de l'ordre Orectolobiformes.

## Gèneres i espècies
La família Parascyllidae inclou dos gèneres i vuit espècies:
- Gènere Cirrhoscyllium
  - Cirrhoscyllium expolitum
  - Cirrhoscyllium formosanum
  - Cirrhoscyllium japonicum
- Gènere Parascyllium
  - Parascyllium collare
  - Parascyllium elongatum
  - Parascyllium ferrugineum
  - Parascyllium sparsimaculatum
  - Parascyllium variolatum